# مستودكة شائعة
مستودكة شائعة (الاسم العلمي:Piophila vulgaris) هي نوع من الحشرات يتبع جنس المستودكة من الفصيلة المستودكية.